# スネジャンカ
スネジャンカ (ブルガリア語: снежанка; Snezhanka) またはスノーホワイトサラダ (Snow White salad)、ミルクサラダ (Milk salad) は、ギリシャヨーグルト、キュウリ、ニンニク、食塩、食用油、ディル等で作るブルガリアの伝統的なサラダである。ローストしたコショウ、クルミ、パセリ等を加えることもある。
スネジャンカという名前は、お伽話のキャラクターである白雪姫に由来するが、このサラダの白い色のためである。